# 이와테현 연안북부 지진
이와테현 연안북부 지진(일본어: 岩手県沿岸北部地震)은 2008년 7월 24일에 일본의 이와테현 연안북부에서 발생한 지진이다. 지진 규모는 M6.8. 아오모리현, 이와테현에서 최대 진도6약(일본 기상청 진도 계급) 을 관측했다. 이 지진은 진원 깊이가 108km라는 심발지진였다.

## 진도
진도6약을 관측한 지역은 다음과 같다.
| 진도 | 도도부현   | 시정촌                         |
| ---- | ---------- | ------------------------------ |
| 6약  | 아오모리현 | 하치노헤시 고노헤정 하시카미정 |
| 6약  | 이와테현   | 노다촌                         |

이와테현 히로노정 오노에 설치된 지진계에서 지진의 최대진도인 6강(이후 6약으로 정정)이 관측되었는데 주변 시정촌보다 훨씬 진도가 컸기 때문에 조사가 이루어졌고, 2008년 10월 29일에 오노의 지진계가 진도 관측에 부적합한 환경으로 진도 데이터에서 제외하고 최대진도를 6강에서 6약으로 정정한다고 발표했다. 오노의 진도계는 원래 이용 가능한 진도계에 속해 있었기 때문에 이 같은 설치 환경 악화 사례가 다른 진도계에서 발생했을 가능성도 지적되고 있다.

## 같이 보기
- 일본의 지진 목록

## 참고 문헌
- 国立天文台 『理科年表 令和3年』 丸善 P.805 ISBN 978-4-621-30560-7